# Dunkirk (New York)
Dunkirk è una città degli Stati Uniti d'America situata nello Stato di New York e in particolare nella contea di Chautauqua.

## Storia
Le tribù Eriez di lingua irochese occupavano quest'area ricca di foreste sulla riva meridionale del lago Erie nel XVII secolo, quando gli Europei, soprattutto Francesi, iniziarono a commerciare attorno ai Grandi Laghi. Vennero scacciati dai Seneca, una delle Cinque Nazioni della potente Lega irochese. Il primo insediamento europeo-americano cominciò intorno al 1805 cambiando denominazione da Chadwick's Bay, a Garnsey's Bay fino al definitivo Dunkirk — da Dunkerque in Francia (Dunkirk in inglese) — nel 1818. Il faro di Dunkirk a Point Gratiot venne costruito poco dopo, nel 1827. Al principio del XX secolo Dunkirk fu un nodo ferroviario minore e un approdo per battelli a vapore sull'Erie per il trasporto di sia di merci che di passeggeri sui Grandi Laghi.
La città prosperò come polo dell'acciaio per la John A. Roebling's Sons Company ed altre compagnie durante gli anni cinquanta. Inoltre, fu importante centro produttivo di aziende come Plymouth Tube (tubi in acciaio) e Ralston Purina (alimenti per animali). La sua centrale a carbone della compagnia Niagara Mohawk Power Corporation, forniva energia a tutta la regione ma l'impianto fu messo fuori servizio nel 2016. La NRG Energy acquistò lo stabilimento con il progetto di convertirla in una centrale a gas. Dagli anni 1970, la popolazione è scesa, seguendo il calo regionale della produzione  dell'industria dell'acciaio. Di conseguenza diminuì anche l'occupazione.
All'inizio degli anni ottanta, la città puntò a rivitalizzare la pesca e le attività sulle banchine lungo la sponda del lago, per migliorare la qualità della vita dei residenti e per attrarre più turisti. Dal 2016 Dunkirk è stata inclusa nel progetto chiamato "Buffalo Billion": si tratta di un piano di investimenti dello stato di New York, proposto dal governatore Andrew Cuomo, che punta ad investire 1 miliardo di dollari nell'area di Buffalo. Il progetto prevede una combinazione di investimenti statali e agevolazioni fiscali per stimolare lo sviluppo economico della zona.